# Helmut Tezak
Helmut Tezak (* 31. Mai 1948 in Graz) ist ein österreichischer Fotograf und Autor.

## Leben
Nach einem abgebrochenen Architekturstudium an der TU Graz war Tezak seit 1981 vorrangig als Architekturfotograf tätig. Daneben veröffentlichte er mehrere Foto-Essays.
Er trat im Jahr 1979 erstmals im Forum Stadtpark mit der Ausstellung „Fotografs-Whos“ hervor und war dort auch im Rahmen des Steirischen Herbstes im Jahr 1980 in der Sonderschau „Europäische Fotografen“ vertreten. 1993 publizierte er ein Buch über den ORF-Skulpturenpark nahe seiner Heimatstadt.

## Auszeichnungen
- 1983 Fotoförderungspreis der Stadt Graz[1]
- 1991 war Helmut Tezak Preisträger im Rahmen des Steiermärkischen Landesförderungspreises für Fotografie.

## Werke (Auswahl)
als Photograph
- mit Manfred Mixner: „-bis Ende 83“. Fotos und ein Text. Museum Moderne Kunst, Wien 1984.
- mit Helmut Eisendle: Die südsteirische Weinstraße. Gedanken über einen Landstrich. Droschl, Graz 1984, ISBN 3-85420-054-4.
- Manfred Willmann (Hrsg.): Dakar. Ein Foto-Essay über Masken und Rollen. Edition Camera Austria, Graz 1985, ISBN 3-900508-03-8.
- 3 Orte. Papa? Was heisst heile Welt?. Landesmuseum Johanneum, Graz 1987. (Katalog der gleichnamigen Ausstellung, Universalmuseum Joanneum, 26. Februar bis 22. März 1987)
- mit Wolfgang Bauer,  Alfred Kolleritsch u. a.: Steirisches Weinland. Droschl, Graz 1990, ISBN 3-85420-173-7.
- Chinesisch. Foto-Essay. Droschl, Graz 1992, ISBN 3-85420-319-5.

als Herausgeber
- Peripherie Graz. Ergebnisse eine Fotografen-Workshops. Verlag Leuschner & Lubinsky, Graz 1990, ISBN 3-900919-19-8.

## Ausstellungen
- 1984 mit Elisabeth Kraus: Vegetation plus... Bemerkungen von außerhalb, Fotohof, Salzburg[2]
- 2010 Schaufenster. Para_SITE Gallery, Graz[3]